# French Cloisters

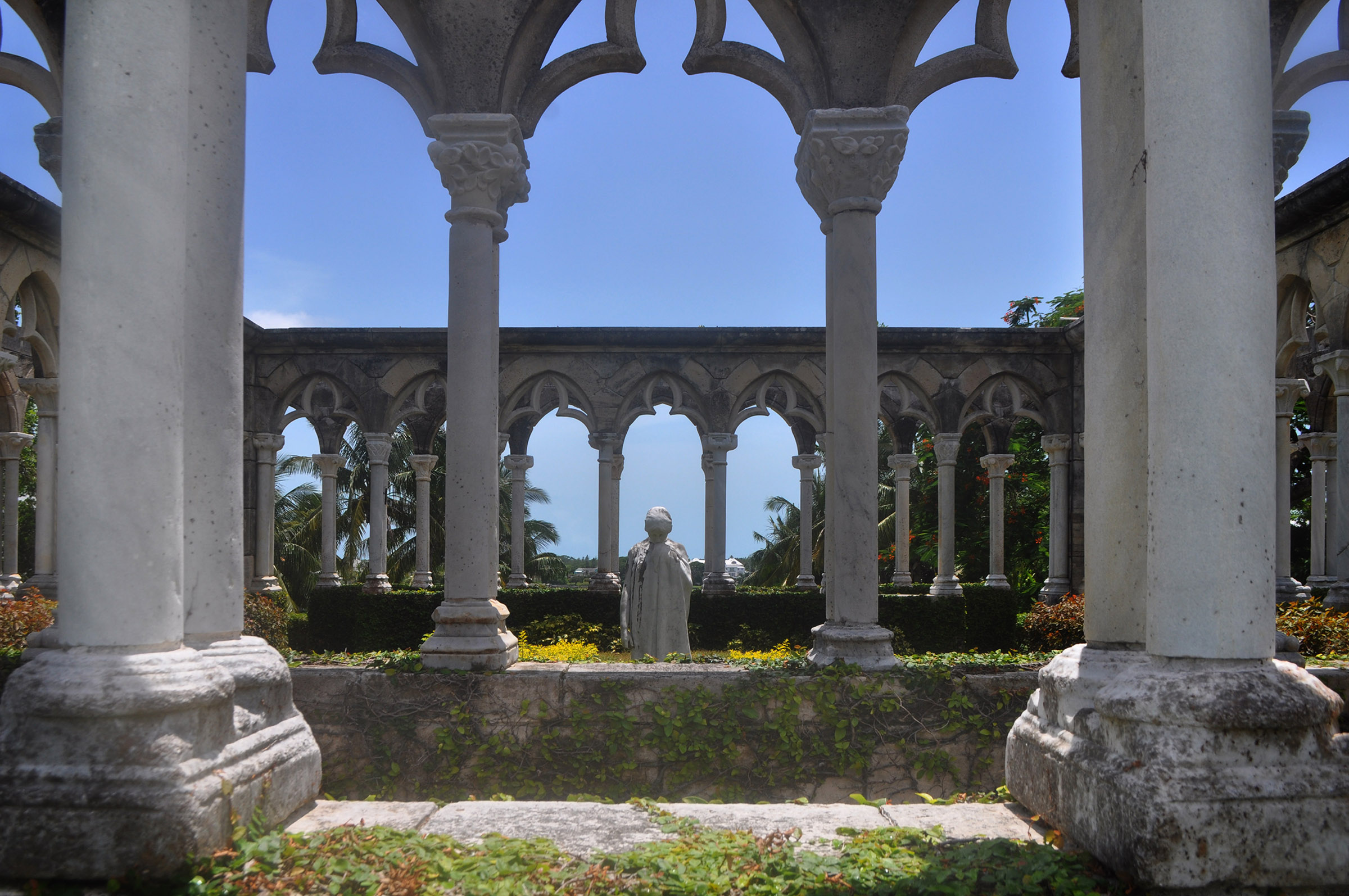
French Cloisters auf Paradise Island

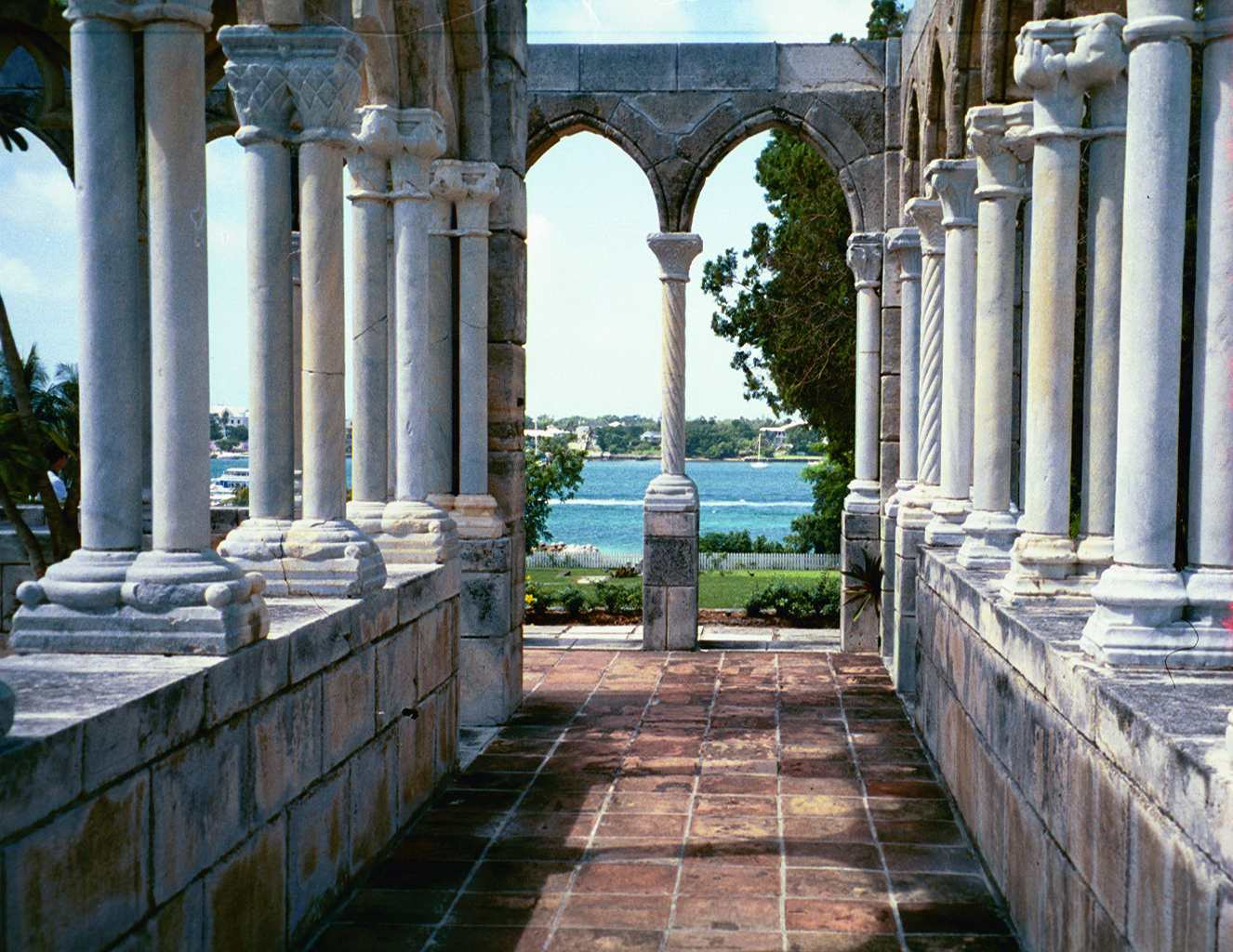
French Cloisters, Inneres

French Cloisters (deutsch: Französischer Kreuzgang) ist ein Kreuzgangsensemble, das auf Paradise Island auf den Bahamas mit hierher überführten gotischen Bauelementen aus Frankreich rekonstruiert wurde.

## Geschichte
Die Herkunft des Kreuzgangs wird dem ehemaligen Augustinerkloster von Montréjeau zugeschrieben. Die Kunsthistorikerin Céline Brugeat sieht in den Bauelementen jedoch eine neue Zusammenstellung von verschiedenen abgegangenen Kreuzgängen im französischen Pyrenäen-Raum, so aus Tarbes, Auch, Bouillas und modernen Ergänzungen. Verwandte Elemente identifiziert sie auch neu verbaut in Hammond Castle in Massachusetts in den USA.
Die gotischen Elemente wurden ursprünglich durch William Randolph Hearst in Frankreich aufgekauft, der sie in den USA neu aufbauen lassen wollte. Teile gelangten später in den Besitz von Huntington Hartford, der sie 1968 durch J.J. Castremanne in einem Park auf Paradise Island rekonstruieren und aufbauen ließ.
Siehe auch:
- The Cloisters
- Ancient Spanish Monastery